# Nagy P. Zoltán
Nagy P. Zoltán (Csíkszereda, 1943. július 28. – Csíkszereda, 2010. február 11.) erdélyi magyar fotográfus, fotóriporter.

## Élete és munkássága
Élete első fényképezőgépét tizenkét éves korában kapta meg. 1958-ban Seiwarth László fényképész stúdiójához került, majd tíz év múlva, a megyésítéskor fotóriporterként a Hargita újsághoz került.
Több mint 35 ezer fényképe jelent meg hazai és külföldi újságokban egyaránt. Számos képzőművészeti katalógus reprodukcióit készítette, többek közt könyv-, valamint hanglemezborítókat, falinaptárakat is illusztrált. 1996-ban Pro Urbe díjjal tüntette ki Csíkszereda város önkormányzata.
1975-től a Fotóművészek országos Szövetségének, valamint 1995-től a Határok Nélküli Fotóművészek Szövetségének is a tagjaként működött. A csíkszeredai Hargita Fotóklub elnöke, valamint többek közt marosvásárhelyi, nagyváradi, nagyszebeni, slatinai fotóklubok tiszteletbeli tagja volt. Körülbelül százötven nemzetközi fotókiállításon, valamint megközelítőleg ötszáz országos fotókiállításon szerepelt alkotásaival. Tevékenységéért elnyerte A nemzetközi fotóművészet kiváló művésze (E.FIAP), a Japán Fotóművészeti Szövetség érdemes művésze címet, valamint halála előtt nem sokkal a Romániai Fotóművészek Szövetsége is örökös tagjává választotta.
2002-ben megkapta a Sajtófotó Életműdíjat. 2008-ban album jelent meg életművéről, mellyel kapcsolatban ő maga így nyilatkozott:
Négy államfőt fényképeztem, öt megyei párttitkárt, és öt főszerkesztőt szolgáltam ki. Ott voltam minden csíkszeredai tömbház építésénél, de megvan nálam az erdélyi képzőművészek arcképcsarnoka, melyben ott van például Kolozsvárról Aurel Ciupe, Szervátiusz Jenő a Tamási-emlékmű faragása közben. Van egy gazdag Nagy Imre-portrésorozatom, lefotóztam Mérey Andrást, Plugor Sándort és Beczásy Antalt. Fotóztam a jégpálya előtti szobor avatását, így megörökítettem Vákár Lajos bácsit, akiről az épületet elnevezték, és az akkor még élő két egykori csapattársát.
2010. február 11-én hunyt el Csíkszeredában, február 13-án helyi idő szerint 10 órakor helyezték örök nyugalomra a csíkszeredai régi római katolikus temetőben.

## Díjai, kitüntetései
- 1996: Pro Urbe díj, Csíkszereda város önkormányzatától
- 2002: Sajtófotó Életműdíj
- a nemzetközi fotóművészet kiváló művésze (E.FIAP)